# Preah Ponlea (gmina)
Preah Ponlea – gmina (khum) w północno-zachodniej Kambodży, w środkowej części prowincji Bântéay Méanchey, w dystrykcie Seirei Saôphoăn. Stanowi jedną z 8 gmin dystryktu.

## Miejscowości
Na obszarze gminy położonych jest 7 miejscowości:
- Chak
- Phum Muoy
- Phum Bei
- Phum Buon
- Prey Ruessei
- Preah Ponlea
- Kbal Spean